# Vail
Vail je město v americkém státě Colorado, v němž žije 5305 obyvatel (rok 2010). Nachází se v nadmořské výšce 2484 metrů a je významným střediskem zimních sportů. Je pojmenováno podle inženýra Charlese Vaila, který před druhou světovou válkou projektoval silnici přes průsmyk Vail Pass. V roce 1962 zde byl zbudován první lyžařský vlek a v roce 1966 byl okolní resort povýšen na město. Vail pořádal mistrovství světa v alpském lyžování v letech 1989, 1999 a 2015. Konala se zde také v roce 1996 první pivní soutěž World Beer Cup, každoročně probíhá filmový festival a přehlídka vážné hudby Bravo! Vail. Zdejší rezidence prezidenta Geralda Forda byla známá jako „Bílý dům Západu“.